# Slesse Mountain
Der Slesse Mountain, normalerweise Mount Slesse genannt, ist ein Berg unmittelbar nördlich der Grenze zwischen Kanada und den Vereinigten Staaten in der kanadischen Provinz British Columbia. Er ist Teil der Nördlichen Kaskadenkette und liegt in der Nähe der Kleinstadt Chilliwack. Bemerkenswert ist er wegen seiner steilen Hänge. So fällt zum Beispiel die Westseite über 1.950 m zum Slesse Creek in weniger als 3 km Entfernung ab. Außerdem ist er berühmt für den Pfeiler Northeast Buttress (vgl. die Anmerkungen zum Klettern weiter unten). Der Name bedeutet im Halkomelem „Fang“ (im Sinne eines Raubtier-Zahns). Erwähnenswerte Berge in der Nähe sind der Mount Rexford und der Canadian Border Peak in British Columbia sowie der American Border Peak, der Mount Shuksan und der Mount Baker, letztere alle im US-Bundesstaat Washington gelegen.

## Geologie

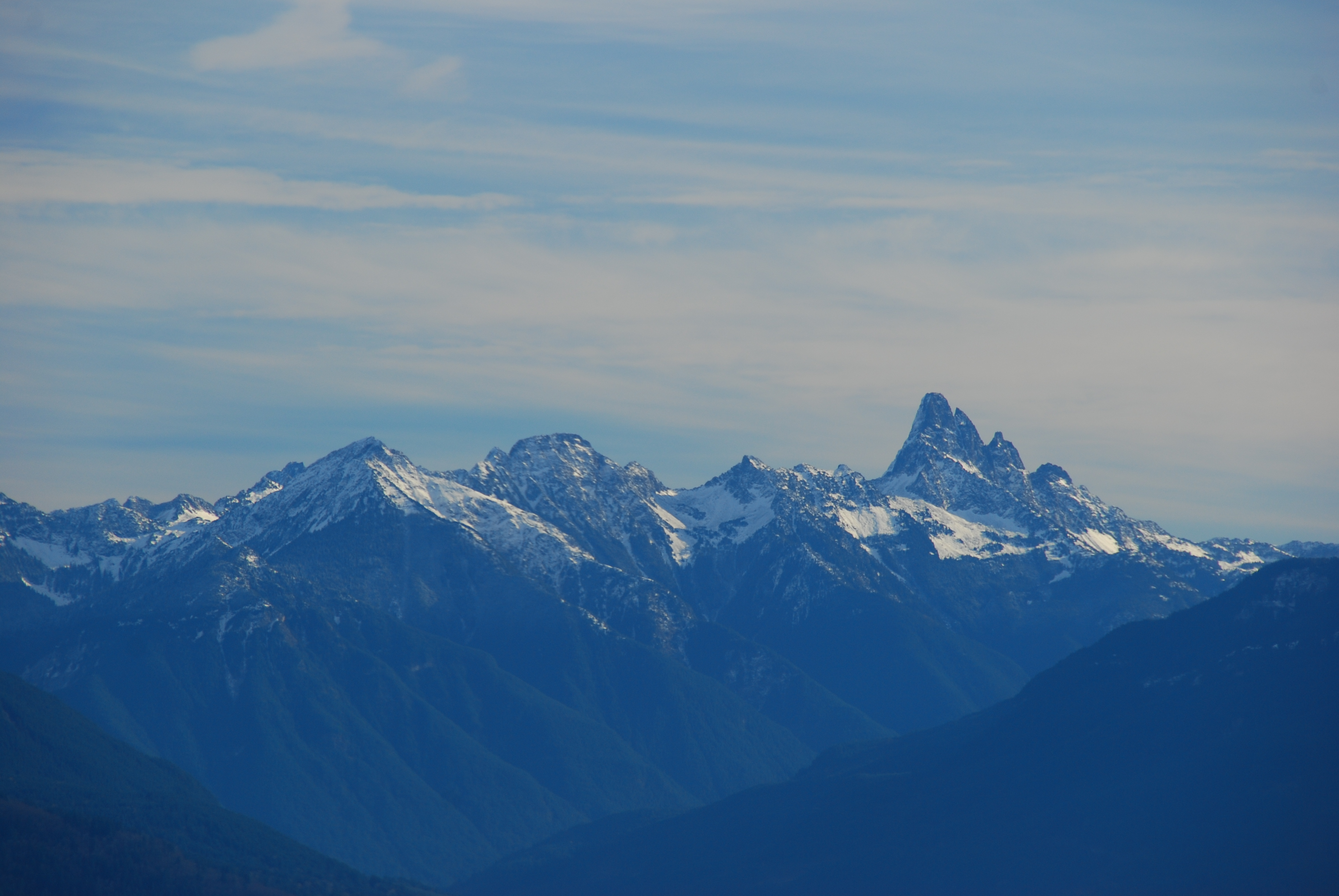
Mount Slesse und die benachbarte Bergkette

Der größte Teil des Mount Slesse besteht aus Granit-Gestein aus dem Chilliwack-Batholith, welches vor 26 bis 29 Millionen Jahren als Intrusion in das Gebiet eindrang, nach dem größte Teil der regionalen Gebirgsbildung abgeschlossen war. Der Berg ist Teil des Pemberton-Vulkangürtels, eines erodierten Vulkangürtels, der beginnend vor 29 Millionen Jahren infolge der Subduktion der Farallon-Platte entstand. Das Primärgestein, aus dem der Slesse besteht, ist grauer Diorit aus dem Batholith. Der Gipfelgrat und die Westflanke jedoch sind aus Darrington-Phyllit zusammengesetzt, einem metamorphen Gestein, welches durch Kontaktmetamorphose zwischen dem Gestein des Batholith und einer Intrusion aus Granodiorit entstand.

## Geschichte
Mount Slesse wurde erstmals am 10. August 1927 von Stan Henderson, Mills Winram und Fred Parkes über eine am Slesse Creek beginnende Route bestiegen. Die heutige Standard-Route ist die südwestliche, welche ungefähr 1.650 m Aufstieg umfasst, wobei eine Mischung aus Kraxeln und technischem Felsklettern bis zu einer Schwierigkeitsstufe von 5.6 (YDS) erforderlich ist. Der Slesse Mountain ist jedoch für den Northeast Buttress am berühmtesten, welcher erstmals am 28. August 1963 von Fred Beckey, Steve Marts und Eric Bjornstad bestiegen wurde. Dabei war ein mährtägiges Felsklettern vom Schwierigkeitsgrad V erforderlich, einschließlich technischer Herausforderungen von 5.8 oder 5.9. Dieser Aufstieg ist auch in Roper & Steck's Fifty Classic Climbs of North America verzeichnet. Im Juli 1966 führten Hans Baer und Jack Bryan den zweiten Aufstieg auf dieser Route mit einem Biwak und einem straight line exit (geradlinigen Ausstieg) an der Spitze des Pfeiler aus. Aus aller Welt kommen Kletterer in das Fraser Valley, um die kunstvolle 24-Seillängen-Tour auf die Granit-Spitze zu bewältigen, was zu den kultigsten Klettertouren in Nordamerika gehört. Während die ursprünglichen Aufstiege auf den Mt. Slesse mehrtägige Exkursionen darstellten, benötigen die meisten modernen Seilschaften einen Tag.

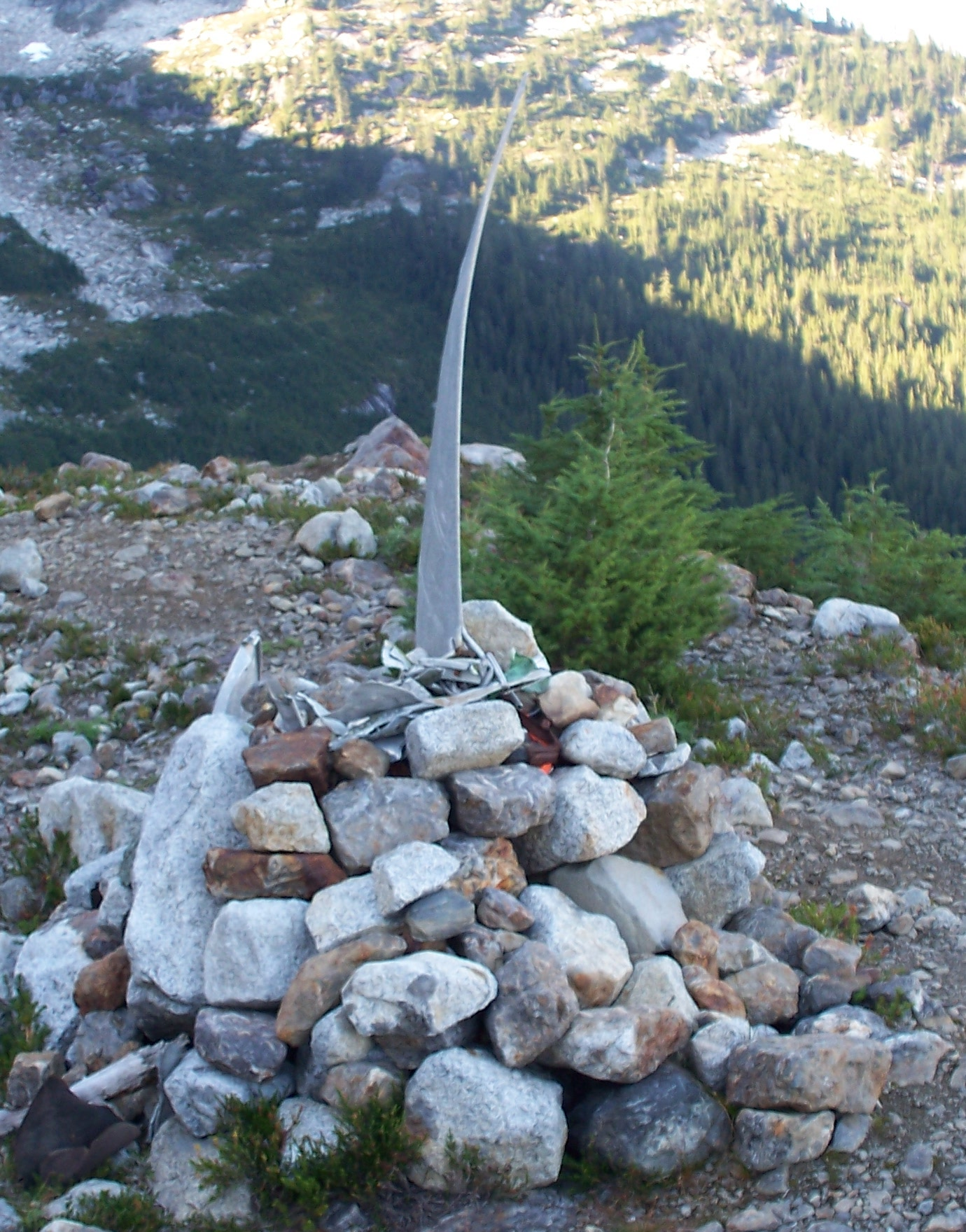
Ein Propeller des Trans-Canada-Airlines-Fluges 810

Am 9. Dezember 1956 verunglückte der Trans-Canada-Air-Lines-Flug 810-9 mit einer Canadair North Star an den oberen Hängen des Berges, wobei alle 62 Personen an Bord ums Leben kamen. Bis dato war dies einer der schwersten Flugunfälle weltweit. Prominente unter den Toten waren Mannschaftsmitglieder der Winnipeg Blue Bombers und der Saskatchewan Roughriders, die auf der Heimreise vom jährlich stattfindenden East-West All-Star Game in Vancouver waren. An einem Autobahnzubringer unmittelbar oberhalb der Chilliwack River Road wurde ein Denkmal errichtet. Der Unglücksort selbst wird als durch den Cemeteries Act konsekriert betrachtet, nachdem er und Überreste der Opfer entdeckt wurden, von denen einige in einem Massengrab bestattet worden sind. Andere, von Kletterern und Wanderern gefundene, wurden in einem „Schrein“ beigesetzt, der sich wettergeschützt an einem verschwiegenen Ort befindet. Die Provinz-Regierung verabschiedete schließlich in den 1990er Jahren auf Druck der Organisation Families of Slesse ein Gesetz zur Bewahrung des Unglücksortes, der Gefahr lief, kahlgeschlagen zu werden; außerdem wurden Markierungen an den in das Gebiet führenden Pfaden angebracht, welche Wanderer und andere Personen, die Zugang suchen, um Respekt ersuchen.